# Antoine de Berghes
Antoine de Berghes (né le 13 mai 1500 -  † 27 juin 1541), 1er marquis de Berghes et bailli de Namur, fut un haut dignitaire du Saint Empire.

## Biographie
Fils de Jean III de Glymes et de Berghes, il hérita en 1532 du titre de comte de Walhain. En 1533, l’empereur Charles Quint l’éleva au rang de  1er marquis de Bergen-op-Zoom. Il fut en outre baron de Grimbergen, stathouder et bailli du Comté de Namur, chevalier de l’Ordre de la Toison d'or au chapitre de Tournai (en décembre 1531), conseiller impérial et chambellan. Antoine de Glymes de Berghes fut aussi l’ambassadeur de Marie d’Autriche. En 1540, il reçut l’empereur Charles Quint dans son château de Bergen op Zoom, le Markiezenhof. Il possédait par ailleurs le Château de Croÿ.
Antoine de Glymes de Berghes épousa Jacqueline de Croÿ, fille de Henri de Croÿ-Aerschot, comte de Porcien. de cette union naquirent quatre enfants :
- Anne de Glymes de Berghes (née en 1525)
- Jean IV de Glymes de Berghes (né en 1528)
- Robert de Glymes de Berghes (né en 1530)
- Mencia de Glymes de Berghes (né en 1535)

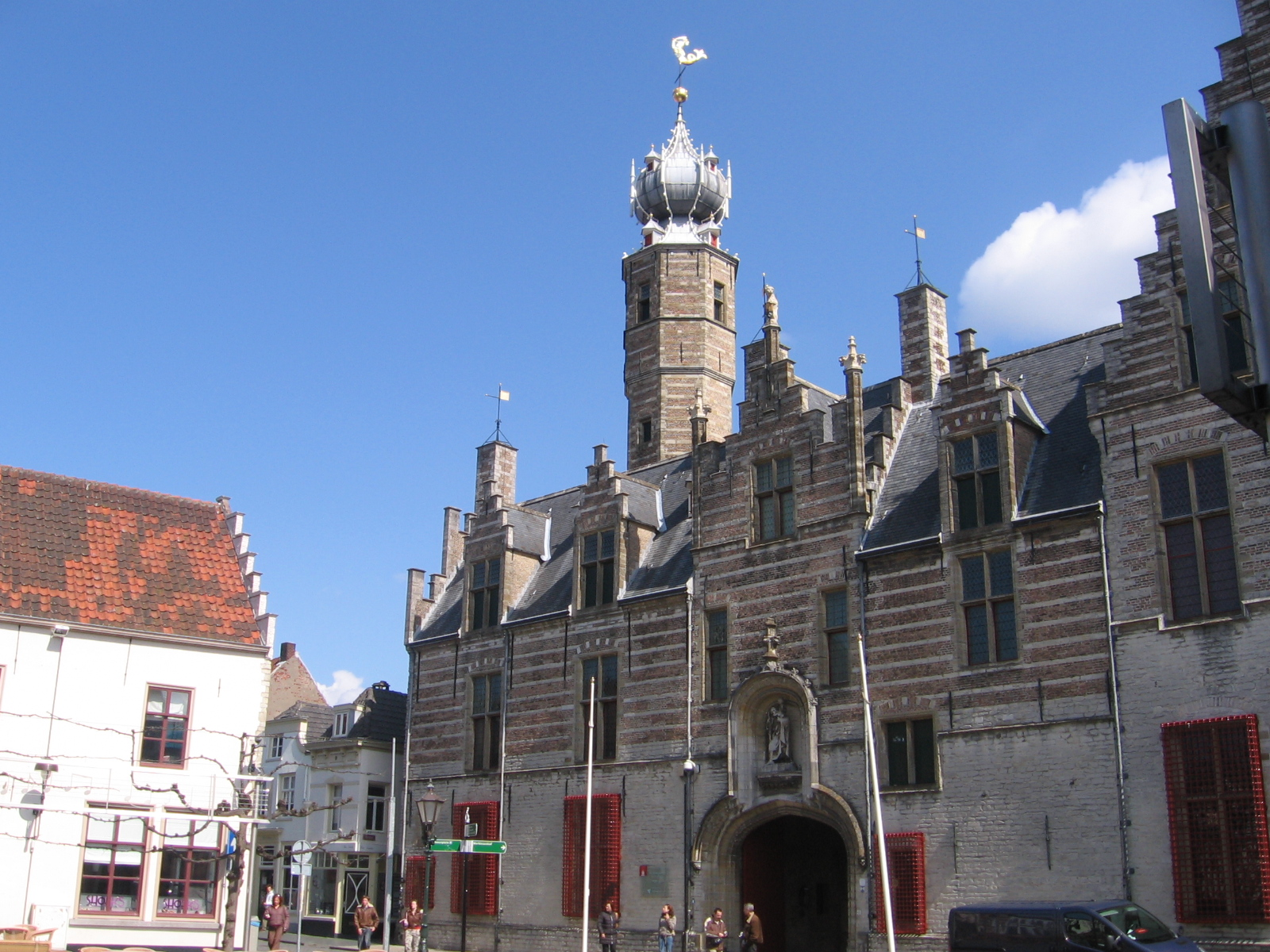
Le Markiezenhof de Bergen-sur-le-Zoom, où Antoine de Glymes reçut l’empereur en 1540.